# Bagaré
Bagaré ist sowohl eine Gemeinde (französisch commune rurale) als auch ein dasselbe Gebiet umfassendes Departement im westafrikanischen Staat Burkina Faso, in der Region Nord und der Provinz Passoré. Im Jahr 2006 hatte die Gemeinde 23.311 Einwohner.
Sieben Kilometer westlich von Bagaré liegt der Forêt classée de Niouma, ein staatliches Naturschutzgebiet.